# Olho d'Água do Casado
Olho d'Água do Casado è un comune del Brasile nello Stato dell'Alagoas, parte della mesoregione di Sertão Alagoano e della microregione di Alagoana do Sertão do São Francisco.